# 布盧斯普林斯村 (阿肯色州)
布盧斯普林斯村（英語：Blue Springs Village）是位於美國阿肯色州華盛頓縣的一個非建制地區。該地的面積和人口皆未知。

## 地理
布盧斯普林斯村的座標為36°10′30″N 94°00′56″W / 36.17500°N 94.01556°W，而該地的平均海拔高度為357米（即1171英尺）。